# Puurmani
Puurmani är en ort i Estland. Den ligger i Puurmani kommun och landskapet Jõgevamaa, i den centrala delen av landet, 130 km sydost om huvudstaden Tallinn. Puurmani ligger 57 meter över havet och antalet invånare är 646.
Terrängen runt Puurmani är mycket platt. Runt Puurmani är det mycket glesbefolkat, med 6 invånare per kvadratkilometer. Närmaste större samhälle är Põltsamaa, 19,5 km väster om Puurmani. Omgivningarna runt Puurmani är en mosaik av jordbruksmark och naturlig växtlighet.